# Bayan Mod
Bayan Mod (kinesiska: 巴彦毛都, 巴彦毛都苏木) är en socken i Kina. Den ligger i den autonoma regionen Inre Mongoliet, i den norra delen av landet, omkring 880 kilometer öster om regionhuvudstaden Hohhot.
Genomsnittlig årsnederbörd är 640 millimeter. Den regnigaste månaden är juli, med i genomsnitt 175 mm nederbörd, och den torraste är januari, med 3 mm nederbörd.